# Pansa Meesatham
Pansa Meesatham (en tailandés: พรรษา มีสัตย์ธรรม; provincia de Lampang, Tailandia; 26 de agosto de 1974) es un exfutbolista que jugaba en la posición de guardameta.

## Carrera

### Club
| Periodo   | Club              | Apariciones |
| --------- | ----------------- | ----------- |
| 1999–2005 | BEC Tero Sasana   | 96          |
| 2006–2008 | Bangkok United FC | 28          |
| 2009      | Chiangrai United  | 15          |
| 2010–2011 | Chiangmai FC      | 0           |
| 2012–2013 | Police United FC  | 0           |

### Selección nacional
Jugó para Tailandia en 25 ocasiones del 2000 al 2004 y participó en la copa Asiática 2000.

## Logros
- Liga de Tailandia (3): 2000, 2001, 2006
- Copa de Tailandia (1): 2000